# Ütő Lajos
Ütő Lajos (Küküllődombó, 1885. augusztus 20. – Székelykeresztúr, 1977. július 1.) erdélyi magyar unitárius lelkész-esperes, egyházi író, lapszerkesztő.

## Életútja
Középiskoláit Tordán, majd Kolozsváron az Unitárius Főgimnáziumban folytatta. Itt érettségizett 1904-ben; lelkészi oklevelet ugyanitt, az unitárius teológián szerzett, 1908-ban. 1908–10 között Tordán volt segédlelkész, ekkor szülőfaluja papjának választotta, itt szolgált 1924-ig. 1924–től Székelykeresztúr lelkésze majd esperese is volt 1953-ban bekövetkezett nyugdíjazásáig.
Széles körű egyházi irodalmi munkásságot folytatott. 1910-től írásait rendszeresen közölte a dicsőszentmártoni Vármegyei Híradó, a Család és Iskola, Egyháztársadalom, Unitárius Egyház, Unitárius Közlöny, Unitárius Szószék. 1912-ben társszerkesztője volt az Egyháztársadalom c. lapnak, 1927-től 1939-ig szerkesztette az Unitárius Egyházat.

## Művei
- Az Úr így akarta (kisregény, Dicsőszentmárton 1914)
- Imakönyv bevonult katonák részére (Dicsőszentmárton, 1914)
- „Erős várunk nékünk az Isten” (imakönyv, Dicsőszentmárton, 1914)
- Ézsau és Jákob (társadalmi regény, Dicsőszentmárton, 1915)
- Megnyilatkozásunk helye (úrvacsora-osztási ágendák, Székelykeresztúr, 1926)
- Myrtusok között. Esketési beszédek (Székelykeresztúr, 1927)
- Bölcső mellett (keresztelési beszédek, Székelykeresztúr, 1928)
- Nébó hegyén. Temetési beszédek (Székelykeresztúr, 1936)